# Inês de Anhalt-Dessau
Frederica Amália Inês de Anhalt-Dessau (em alemão:  Friederike Amalie Agnes; Dessau, 24 de junho de 1824 — Hummelshain, 23 de outubro de 1897) foi a filha mais velha do duque Leopoldo IV de Anhalt-Dessau e da sua esposa, a princesa Frederica Guilhermina da Prússia. Era um membro da Casa de Ascânia e, por casamento, foi uma duquesa de Saxe-Altemburgo.

## Família
O pai de Inês, o duque Leopoldo, era filho de Frederico, príncipe-herdeiro de Anhalt-Dessau e da sua esposa, a condessa Amália de Hesse-Homburgo. A sua mãe era a princesa Frederica Guilhermina, filha do príncipe Luís Carlos da Prússia, irmão do rei Frederico Guilherme III da Prússia.
Inês era irmã mais velha do duque Frederico I de Anhalt e da princesa Maria Ana de Anhalt-Dessau. Através de Maria Ana, Inês era tia das princesas Maria da Prússia, Isabel Ana da Prússia e Luísa Margarida da Prússia.

## Casamento e descendência
No dia 28 de abril de 1853, Inês casou-se com o duque Ernesto I de Saxe-Altemburgo. Ernesto era filho do duque Jorge de Saxe-Altemburgo e da duquesa Maria Luísa de Mecklemburgo-Schwerin, e sucedeu ao seu pai nesse mesmo ano. Juntos tiveram dois filhos:
1. Maria de Saxe-Altemburgo 2 de agosto de 1854 - 8 de outubro de 1898), casada no dia 19 de abril de 1873 com o príncipe Alberto da Prússia.
2. Jorge Leopoldo Ernesto José Alexandre Frederico Luís João Alberto (1 de fevereiro de 1856 - 29 de fevereiro de 1856)

Como o único filho do casal morreu ainda bebé, o ducado acabaria por ser herdado pelo primo de Ernesto, Ernesto II, após a morte deste em 1908.

## Vida
Inês era vista como uma pintora de talento.
Tal como muitas nobres do seu tempo, interessava-se por obras de caridade, principalmente o tratamento de soldados feridos durante a Guerra Franco-Prussiana.
Em 1878, como prenda pelo 25.º aniversário de casamento, Ernesto ofereceu-lhe uma miniatura da Ordem da Cruz do Rei, primeira classe, uma ordem recém-criada da Casa Saxe-Ernestina.
Inês morreu no dia 23 de outubro de 1897, aos 73 anos.

## Genealogia
| Inês de Anhalt-Dessau | Pai: Leopoldo IV de Anhalt-Dessau     | Avô paterno: Frederico de Anhalt-Dessau        | Bisavô paterno: Leopoldo III de Anhalt-Dessau      |
| Inês de Anhalt-Dessau | Pai: Leopoldo IV de Anhalt-Dessau     | Avô paterno: Frederico de Anhalt-Dessau        | Bisavó paterna: Luísa de Brandemburgo-Schwedt      |
| Inês de Anhalt-Dessau | Pai: Leopoldo IV de Anhalt-Dessau     | Avó paterna: Amália de Hesse-Homburgo          | Bisavô paterno: Frederico V de Hesse-Homburgo      |
| Inês de Anhalt-Dessau | Pai: Leopoldo IV de Anhalt-Dessau     | Avó paterna: Amália de Hesse-Homburgo          | Bisavó paterna: Carolina de Hesse-Darmstadt        |
| Inês de Anhalt-Dessau | Mãe: Frederica Guilhermina da Prússia | Avô materno: Luís Carlos da Prússia            | Bisavô materno: Frederico Guilherme II da Prússia  |
| Inês de Anhalt-Dessau | Mãe: Frederica Guilhermina da Prússia | Avô materno: Luís Carlos da Prússia            | Bisavó materna: Frederica Luísa de Hesse-Darmstadt |
| Inês de Anhalt-Dessau | Mãe: Frederica Guilhermina da Prússia | Avó materna: Frederica de Meclemburgo-Strelitz | Bisavô materno: Carlos II de Meclemburgo-Strelitz  |
| Inês de Anhalt-Dessau | Mãe: Frederica Guilhermina da Prússia | Avó materna: Frederica de Meclemburgo-Strelitz | Bisavó materna: Frederica de Hesse-Darmstadt       |